# Rotacija polja
U vektorskoj analizi rotor ili rotacija (eng. curl) jest operator kojim se izražava lokalna cirkulacija vektorskog polja po prostoru. Vektorsko je polje funkcija koja svakoj točki prostora pridružuje vektor. U fizici, primjeri vektorskih polja jesu polje brzina čestica u fluidu ili električno i magnetsko polje. Za razliku od njih, skalarna polja svakoj točki prostora pridružuju jedan skalar (broj), poput temperature ili lokalne gustoće.
Rotacija vektorskog polja F novo je (pseudo)vektorsko polje koje se označava rot F ili ∇×F. Tok rotacije polja kroz neku otvorenu plohu u prostoru jednak je cirkulaciji polja po rubu te plohe, odnosno površinski integral rotacije polja jednak je linijskom integralu polja po rubu površine. 
Rotacija se najviše primjenjuje u fizici. Neki od najvažnijih zakona u elektromagnetizmu i hidrodinamici iskazani su preko rotacije električnih, magnetskih i polja brzine fluida. Rotacija električnog polja tako je nula gdjegod nema promjenjivih magnetskih polja, ali je konačna gdje postoji magnetsko polje koje se mijenja u vremenu, što uzrokuje elektromagnetsku indukciju. Rotacija magnetskog polja dolazi ili od struje naboja u gibanju ili od promjenjivog električnog polja. 
Polja čija rotacija svugdje iščezava su konzervativna polja te u njima linijski integral sile ili polja po putanji između bilo koje dvije točke (što odgovara definiciji rada) ne ovisi o izboru putanje. Tako na primjer rad potreban za pomicanje mase između dva mjesta u gravitacijskom polju ne ovisi o putu, kao što ni rad potreban za pomicanje naboja u elektrostatskom polju ne ovisi o obliku putanje. Svako konzervativno vektorsko polje može se prikazati kao gradijent skalarnog polja, najčešće zvanog potencijal. Rotacija gradijenta skalarnog polja tako je uvijek nula.

## Definicija
Cirkulacija polja, kao linijski integral vektorskog polja F duž zatvorne krivulje C koja rubi otvorenu prostornu plohu S je zbroj doprinosa po infinitezimalnim dijelovima krivulje, dC, skalarnoga produkta F⋅dC=|F||dC|cosθ. Ovdje se, preko skalarnog produkta, uzima samo projekcija vektora polja na odsječak krivulje, budući da njegova komponenta okomita na krivulju ne doprinosi cirkulaciji ili radu; θ je kut između vektora polja i tangente na krivulju. 
{\displaystyle \Gamma =\oint _{C}\mathbf {F} \cdot \mathrm {d} \mathbf {C} }
Premosti li se ploha nekim lukom, tako da je vanjska krivulja razdvojena na dvije (C1+C2=C), zbroj ovakvih integrala po dvjema manjim petljama jednak je integralu po cijeloj početnoj krivulji, zato što se po luku integrira jednom u jednom, a drugi put u suprotom smjeru pa se ti doprinosi u zbroju poništavaju. Naravno, isto se događa i za velik broj razdioba početne površine {\displaystyle S}:
{\displaystyle \oint _{C}\mathbf {F} \cdot \mathrm {d} \mathbf {C} =\sum _{i=1}^{N}\oint _{C_{i}}\mathbf {F} \cdot \mathrm {d} \mathbf {C} _{i}.}
Pusti li se da broj podjela teži u beskonačno, {\displaystyle N\rightarrow \infty }, odnosno da {\displaystyle S_{i}\rightarrow 0}, dobije se granična vrijednost koja predstavlja skalarnu veličinu pridruženu određenoj točki i određenoj orijentaciji prostora. Nju se može smatrati komponentom vektora tako da se gustoća cirkulacije, to jest cirkulacija polja oko infinitezimalnog dijela plohe podijeljena njenom površinom uzme kao projekcija rotacije vektorskog polja na jedinični vektor {\displaystyle {\hat {n}}} koji je normala ovih sažimajućih ploha,
{\displaystyle {\hat {n}}\cdot \mathrm {rot} \,\mathbf {F} {\Big |}_{r_{i}}{\stackrel {def}{=}}\lim _{S_{i}\rightarrow 0}{\frac {1}{S_{i}}}\int _{C_{i}}\mathbf {F} \cdot \mathrm {d} \mathbf {C} _{i}}
U tri dimenzije potrebno je naći tri takve projekcije na jedinične vektore da bi se u potpunosti odredila rotacija vektorskog polja.

## Rotor u pravokutnom koordinatnom sustavu
Komponente rotacije polja u pravokutnom koordinatnom sustavu dobiju se iz opće definicije uzimanjem projekcija na koordinatne osi gustoće cirkulacije po stranicama sve manjih pravokutnika kojima su normale jedinični vektori svake osi.  Za projekciju na os z cirkulaciju se izračuna oko pravokutnika stranica Δx i Δy koji je usporedan s ravninom xOy.
Prema slici je
{\displaystyle \oint \mathbf {F} d\mathbf {C} =\int \limits _{C_{1}}\mathbf {F} d\mathbf {C} +\int \limits _{C_{2}}\mathbf {F} d\mathbf {C} +\int \limits _{C_{3}}\mathbf {F} d\mathbf {C} +\int \limits _{C_{4}}\mathbf {F} d\mathbf {C} }
{\displaystyle =\int \limits _{C_{1}}F_{x}(x,y_{0},z_{0})dx+\int \limits _{C_{2}}F_{y}(x_{0}+\Delta x,y,z_{0})dy-\int \limits _{C_{3}}F_{x}(x,y_{0}+\Delta y,z_{0})dx-\int \limits _{C_{4}}F_{y}(x_{0},y,z_{0})dy}
{\displaystyle =\int {\Bigl [}F_{x}(x,y_{0},z_{0})-F_{x}(x,y_{0}+\Delta y,z_{0}){\Bigr ]}dx+\int {\Bigl [}F_{y}(x_{0}+\Delta x,y,z_{0})-F_{y}(x_{0},y,z_{0}){\Bigr ]}dy}
{\displaystyle =-\left({\frac {\partial F_{x}}{\partial y}}\cdot \Delta y\right)\Delta x+\left({\frac {\partial F_{y}}{\partial x}}\cdot \Delta x\right)\Delta y}
{\displaystyle =\Delta S\cdot {\Bigl (}{\frac {\partial F_{y}}{\partial x}}-{\frac {\partial F_{x}}{\partial y}}{\Bigr )}}
Uvrštavanjem u definiciju rotacije,
{\displaystyle (\mathrm {rot} \mathbf {F} )_{z}={\hat {z}}\cdot \mathrm {rot} \mathbf {F} =\lim _{\Delta S\rightarrow 0}{\frac {1}{\Delta S}}\oint \mathbf {F} d\mathbf {C} =\lim _{\Delta S\rightarrow 0}{\frac {\Delta S}{\Delta S}}\left({\frac {\partial F_{y}}{\partial x}}-{\frac {\partial F_{x}}{\partial y}}\right)={\Bigl (}{\frac {\partial F_{y}}{\partial x}}-{\frac {\partial F_{x}}{\partial y}}{\Bigr )}}
Slično se, cikličkom zamjenom osi x⟶y⟶z⟶x dobiju i ostale dvije komponente pa je 
{\displaystyle {\mbox{rot}}\mathbf {F} ={\hat {x}}{\Bigl (}{\frac {\partial F_{z}}{\partial y}}-{\frac {\partial F_{y}}{\partial z}}{\Bigr )}+{\hat {y}}{\Bigl (}{\frac {\partial F_{x}}{\partial z}}-{\frac {\partial F_{z}}{\partial x}}{\Bigr )}+{\hat {z}}{\Bigl (}{\frac {\partial F_{y}}{\partial x}}-{\frac {\partial F_{x}}{\partial y}}{\Bigr )}.}
Ovo se može zapisati kao determinanta
{\displaystyle \mathrm {rot} \mathbf {F} =\left|{\begin{array}{ccc}\displaystyle {\hat {x}}&\displaystyle {\hat {y}}&\displaystyle {\hat {z}}\\\displaystyle {\frac {\partial }{\partial x}}&\displaystyle {\frac {\partial }{\partial y}}&\displaystyle {\frac {\partial }{\partial z}}\\\displaystyle {F_{x}}&\displaystyle {F_{y}}&\displaystyle {F_{z}}\end{array}}\right|}
što je analogno vektorskom produktu vektorskog operatora nabla i vektora polja 
{\displaystyle \mathrm {rot} \,\mathbf {F} =\nabla \times \mathbf {F} ={\Bigl (}{\hat {x}}{\frac {\partial }{\partial x}}+{\hat {y}}{\frac {\partial }{\partial y}}+{\hat {z}}{\frac {\partial }{\partial z}}{\Bigr )}\times ({\hat {x}}F_{x}+{\hat {y}}F_{y}+{\hat {z}}F_{z})}.

## Rotacija i Stokesov teorem
Za rotaciju vrijedi Stokesov teorem koji kaže da je tok rotacije vektorskog polja kroz bilo koju otvorenu plogu jednak cirkulaciji tog polja po rubu plohe, odnosno da je površinski integral rotacije polja po plohi jednak linijskom integralu polja po krivulji koja rubi tu plohu,
{\displaystyle \int _{S_{C}}{\mbox{rot}}\mathbf {F} \cdot \mathrm {d} \mathbf {S} =\oint _{C}\mathbf {F} \cdot \mathrm {d} \mathbf {C} }.

## Izrazi za rotaciju u drugim koordinatnim sustavima
- u cilindričnom koordinatnom sustavu:

{\displaystyle {\mbox{rot}}\mathbf {F} ={\biggl [}{\frac {1}{\rho }}{\frac {\partial F_{z}}{\partial \varphi }}-{\frac {\partial F_{\varphi }}{\partial z}}{\biggr ]}{\hat {\rho }}+{\biggl [}{\frac {\partial F_{\rho }}{\partial z}}-{\frac {\partial F_{z}}{\partial \rho }}{\biggr ]}{\hat {\varphi }}+{\biggl [}{\frac {1}{\rho }}{\frac {\partial }{\partial \rho }}(\rho F_{\varphi })-{\frac {1}{\rho }}{\frac {\partial F_{\rho }}{\partial \varphi }}{\biggr ]}{\hat {z}}}
- u sfernom koordinatnom sustavu:

{\displaystyle {\mbox{rot}}\mathbf {F} ={\biggl [}{\frac {1}{r\sin \vartheta }}{\frac {\partial }{\partial \vartheta }}(F_{\varphi }\sin \vartheta )-{\frac {1}{r\sin \vartheta }}{\frac {\partial F_{\vartheta }}{\partial \varphi }}{\biggr ]}{\hat {r}}+{\biggl [}{\frac {1}{r\sin \vartheta }}{\frac {\partial F_{r}}{\partial \varphi }}-{\frac {1}{r}}{\frac {\partial }{\partial r}}(rF_{\varphi }){\biggr ]}{\hat {\vartheta }}+{\biggl [}{\frac {1}{r}}{\frac {\partial }{\partial r}}(rF_{\vartheta })-{\frac {1}{r}}{\frac {\partial F_{r}}{\partial \vartheta }}{\biggr ]}{\hat {\varphi }}}

## Rotacija i algebarske operacije
Za vektorska polja {\displaystyle {\vec {u}}} i {\displaystyle {\vec {v}}}, skalar {\displaystyle U}, skalarnu funkcija {\displaystyle f(U)} i radij-vektor {\displaystyle {\vec {r}}} vrijedi
1. {\displaystyle {\textrm {rot}}({\vec {u}}+{\vec {v}})={\textrm {rot}}{\vec {u}}+{\textrm {rot}}{\vec {v}}}
2. {\displaystyle {\textrm {rot}}(U\cdot {\vec {v}})=U\cdot {\textrm {rot}}{\vec {v}}-{\vec {v}}\times {\mbox{grad}}U}
3. {\displaystyle {\textrm {rot}}[f(U)\cdot {\vec {v}}]=f(U)\cdot {\textrm {rot}}{\vec {v}}-{\vec {v}}\times f_{U}^{'}(U){\textrm {grad}}U}
4. {\displaystyle {\textrm {rot}}{\vec {r}}=0}
5. {\displaystyle {\mbox{rot}}({\vec {u}}\times {\vec {v}})={\vec {u}}{\mbox{div}}{\vec {v}}-{\vec {v}}{\mbox{div}}{\vec {u}}+({\vec {v}}\cdot {\vec {\nabla }}){\vec {u}}-({\vec {u}}\cdot {\vec {\nabla }}){\vec {v}}}
6. {\displaystyle {\mbox{grad}}({\vec {u}}\cdot {\vec {v}})={\vec {v}}\times {\mbox{rot}}{\vec {u}}+{\vec {u}}\times {\mbox{rot}}{\vec {v}}+({\vec {v}}\cdot {\vec {\nabla }}){\vec {u}}+({\vec {u}}\cdot {\vec {\nabla }}){\vec {v}}}
7. {\displaystyle {\mbox{div}}({\vec {u}}\times {\vec {v}})={\vec {v}}{\mbox{rot}}{\vec {u}}-{\vec {u}}{\mbox{rot}}{\vec {v}}}

## Primjeri
- Rotor elektrostatskog polja točkastog naboja koje je prema Coulombovom zakonu dano s {\displaystyle \mathbf {E} (\mathbf {r} )={\frac {1}{4\pi \varepsilon _{0}}}{\frac {q}{r^{3}}}\mathbf {r} }:

{\displaystyle \mathrm {rot} \,\mathbf {E} =\mathrm {rot} \,{\Bigl (}{\frac {1}{4\pi \varepsilon _{0}}}{\frac {q}{r^{3}}}\mathbf {r} {\Bigr )}{\stackrel {(2.)}{=}}{\frac {q}{4\pi \varepsilon _{0}r^{3}}}\mathrm {rot} \mathbf {r} -\mathbf {r} \times \mathrm {grad} \,{\frac {q}{4\pi \varepsilon _{0}r^{3}}}=-{\frac {3q}{4\pi \varepsilon _{0}r^{4}}}{\frac {\mathbf {r} }{r}}\times \mathbf {r} =0}.
Ovaj rezultat zapravo je jedna od Maxwellovih jednadžbi, odnosno Maxwell-Faradayeva formula za rotaciju električnog polja kad se magnetsko polje, ako i postoji, ne mijenja u vremenu.
- Rotor vektorskog polja obodne kružne brzine, {\displaystyle {\vec {v}}={\vec {\omega }}\times {\vec {r}}}:

{\displaystyle {\vec {v}}={\vec {\omega }}\times {\vec {r}}=\left|{\begin{array}{ccc}{\hat {x}}&{\hat {y}}&{\hat {z}}\\\omega _{x}&\omega _{y}&\omega _{z}\\x&y&z\end{array}}\right|={\hat {x}}(z\omega _{y}-y\omega _{z})+{\hat {y}}(x\omega _{z}-z\omega _{x})+{\hat {z}}(y\omega _{x}-x\omega _{y});}
{\displaystyle {\mbox{rot}}{\vec {v}}=\left|{\begin{array}{ccc}{\hat {x}}&{\hat {y}}&{\hat {z}}\\{\frac {\partial }{\partial x}}&{\frac {\partial }{\partial y}}&{\frac {\partial }{\partial z}}\\z\omega _{y}-y\omega _{z}&x\omega _{z}-z\omega _{x}&y\omega _{x}-x\omega _{y}\end{array}}\right|=2\omega _{x}{\hat {x}}+2\omega _{y}{\hat {y}}+2\omega _{z}{\hat {z}}=2{\vec {\omega }}}.
Odatle se mogu iščitati komponente kutne brzine {\displaystyle {\vec {\omega }}={\tfrac {1}{2}}\mathrm {rot} \,{\vec {v}}}:
{\displaystyle \omega _{x}={\frac {1}{2}}{\Bigl (}{\frac {\partial v_{z}}{\partial y}}-{\frac {\partial v_{y}}{\partial z}}{\Bigr )}}
{\displaystyle \omega _{y}={\frac {1}{2}}{\Bigl (}{\frac {\partial v_{x}}{\partial z}}-{\frac {\partial v_{z}}{\partial x}}{\Bigr )}}
{\displaystyle \omega _{z}={\frac {1}{2}}{\Bigl (}{\frac {\partial v_{y}}{\partial x}}-{\frac {\partial v_{x}}{\partial y}}{\Bigr )}}.
Kad bi se u tekućinu kojoj je rotacija vektorskog polja brzina jednaka {\displaystyle \mathrm {rot} \,{\vec {v}}} stavila nekakva kuglica grube površine kojoj vrtnja ovisi o brzini tekućine uz površinu, ta bi se kuglica okretala kutnom brzinom {\displaystyle {\tfrac {1}{2}}\mathrm {rot} \,{\vec {v}}}.
Vektor brzine {\displaystyle {\vec {v}}} je polarni vektor, a vektor {\displaystyle \mathrm {rot} \,{\vec {v}}} je aksijalni vektor. To vrijedi i općenito: rotor polarnog vektora je aksijalni vektor, a rotor aksijalnog vektora je polarni vektor.

## Vezani pojmovi
- Vektorsko polje
- Tok vektorskog polja
- Gradijent skalarnog polja
- Divergencija vektorskog polja
- Vektorske operacije u zakrivljenim koordinatama